# Fuldabrück
Fuldabrück település Németországban, Hessen tartományban. Lakosainak száma 9039 fő (2023. december 31.).

## Népesség
A település népességének változása:
| Lakosok száma | 8740 | 8781 | 8719 | 8953 | 9039 |
|               | 2017 | 2019 | 2021 | 2022 | 2023 |